# تفشي فيروس ماربورغ في غانا 2022
تفشي فيروس ماربورغ في غانا 2022 في يوليو 2022 تفشى داء فيروس ماربورغ في غانا. أبلغت غانا عن حالتين إيجابيتين في 8 يوليو. بعد تأكيد منظمة الصحة العالمية، يعد هذا أول انتشار من نوعه في غانا. وأصيب رجلين يبلغان من العمر 26 و51 عامًا بالمرض وأسفرت كلتا الحالتين عن وفيات.

## خلفية
مرض فيروس ماربورغ هو مرض شديد الضراوة وعرضة للأوبئة، ويرتبط بمعدل إماتة مرتفع للحالات يتراوح بين 24 و90٪. في المرحلة المبكرة من المرض يصعب تمييز المرض عن الأمراض الأخرى. لا توجد علاجات أو لقاح محدد ضد فيروس ماربورغ، على الرغم من أن الرعاية الداعمة تزيد من احتمالية البقاء على قيد الحياة. تم الإبلاغ عن 14 حالة تفشي للمرض منذ عام 1967 عندما تم اكتشافه لأول مرة، معظمها في أفريقيا جنوب الصحراء الكبرى.
الأنواع المستودعات المعتادة للمرض هي خفاش الفاكهة المصري. بين البشر ينتقل عن طريق الاتصال المباشر مع سوائل الجسم للفرد المصاب.

## التفشي
أصيب شخصان في منطقة أشانتي الجنوبية بغانا بأعراض تشبه أعراض مرض ماربورغ بما في ذلك الإسهال والحمى والغثيان والقيء، قبل وفاتهما في المستشفى. الضحيتان لا علاقة لهما ببعض. كانت اختبارات فيروس ماربورغ التي أجريت في غانا إيجابية لكليهما. تم الكشف عن هذا في 8 يوليو 2022. وفقًا للأمم المتحدة فإن الحالات إذا تم تأكيدها من قبل منظمة الصحة العالمية ستكون أول حالات من هذا النوع لماربورغ في غانا. تم إرسال العينات إلى معهد باستير في داكار السنغال لمزيد من الاختبارات.
تم تأكيد تفشي المرض من قبل منظمة الصحة العالمية في 17 يوليو 2022، مما يجعلها أول تفشي من هذا القبيل في غانا. جاء تفشي المرض بعد آخر حدث في غينيا في العام السابق.

## ردود الفعل
تستعد منظمة الصحة العالمية لتفشي محتمل وتنشر خبراء لمساعدة جهود الصحة العامة في غانا.